# Морис Гревис
Морис Гревис (на френски: Maurice Grevisse) е белгийски езиковед и учител.

## Биография
Роден е на 7 октомври 1895 г. в Рюл, днес част от Абе, в провинция Люксембург в семейство на ковач. През 1915 г. завършва училището в Карлсбур, днес част от Пализьол, и получава диплома за учител. Докато работи като учител, посещава курсове по класическа филология и през 1925 г. се дипломира в Лиежкия университет, след което преподава във военно училище в Намюр. През 1936 г. издава книгата „Le Bon Usage“, подробно описание на френската граматика. Преиздавана многократно, тя се смята за един от най-авторитетните трудове в тази област.
Морис Гревис умира на 4 юли 1980 г. в Лувиер.